# Игроки (фильм, 1950)
«Игроки» (фр. Les Joueurs) — французский телефильм с Луи де Фюнесом, снятый по одноимённой пьесе Н. В. Гоголя.

## Сюжет
Карточный шулер Ихарев явился в городской трактир, чтобы обыграть пару-тройку простаков. Расспросив трактирного слугу Алексея о постояльцах, он направляется в зал. В это же время в трактир заходят Кругель и Швохнев (Луи де Фюнес) и начинают допытываться у Гаврюшки, слуги Ихарева, кто его барин, откуда, игрок ли… Узнав, что Ихарев недавно выиграл 80 000 рублей, они начинают подозревать в нём шулера и расспрашивают, чем он занимается, когда остаётся один. Ихарев же в это время даёт Алексею дюжину карточных колод, чтобы тот подкладывал их во время игры.
Усевшись за стол, игроки — Ихарев, Швохнев, Кругель и Утешительный — начинают рассказывать занимательные истории о разных видах карточного шулерства и обмениваются советами. Ихарев, доверившись новым знакомым, рассказывает о применяемых им трюках и демонстрирует их. За разговором приятели подбирают Ихареву жертву — приезжего помещика Глова, который заложил своё имение за 200 000 ради свадьбы дочери и теперь ждёт денег. Проблема только в том, что Глов совсем не играет в карты и даже любит порассуждать о вреде карточной игры. Тогда игроки решают сыграть с его 22-летним сыном Сашей, приехавшим вместе с отцом. Сашу поят шампанским и заставляют спустить все деньги и подписать вексель. Отыграться ему не дают. Он хочет покончить жизнь самоубийством, но его останавливают и уговаривают уехать в полк. После этого друзья узнают, что деньги Глова придут только через две недели, что очень печалит их, ведь, по их сведениям, наклёвывается очень выгодное дело в Нижнем: купцы прислали товар со своими сыновьями, которых можно было бы легко обыграть. Утешительный оставляет вексель на 200 000 Ихареву, берёт у него 80 000 наличными и договаривается, что тот, получив деньги, тут же приедет в Нижний, чтобы обобрать купеческих сыновей. На этом они и расстаются. Остальные тоже уходят.
Счастливый Ихарев размышляет о том, что с утра имел всего 80 тысяч, а теперь уже 200, пока не появляется «сын Глова» и объясняет ему, что его обвели вокруг пальца местные мошенники.

## В ролях
- Даниэль Лекуртуа — Ихарев
- Жак Морель — Степан Иванович Утешительный
- Луи де Фюнес — Швохнев
- Александр Риньо — Кругель
- Анри Ролан — Михаил Александрович Глов (старший)
- Пьер Галлон — Александр Михалыч Глов (младший)
- Жак Грелло — Замухрышкин
- Жан-Марк Теннберг — Алексей
- Жан Эмбэ — Гаврюшка